# زوفاسار (آراغاتسوتن)
مدينة زوفاسار (بالإنجليزية: Zovasar)‏ هي إحدى المدن التابعة لمقاطعة آراغاتسوتن في أرمينيا. يقدر عدد سكانها بـ 758 نسمة حسب الإحصاء الذي جرى عام 2011.